# Oxtjärnen (Åsele socken, Lappland, 714065-156268)
Oxtjärnen är en sjö i Åsele kommun i Lappland och ingår i Ångermanälvens huvudavrinningsområde. Sjön har en area på 0,0437 kvadratkilometer och ligger 425,2 meter över havet.

## Delavrinningsområde
Oxtjärnen ingår i det delavrinningsområde (714190-155935) som SMHI kallar för Inloppet i Almsjön. Medelhöjden är 433 meter över havet och ytan är 39,91 kvadratkilometer. Det finns inga avrinningsområden uppströms utan avrinningsområdet är högsta punkten. Kvarnån som avvattnar avrinningsområdet har biflödesordning 2, vilket innebär att vattnet flödar genom totalt 2 vattendrag innan det når havet efter 227 kilometer. Avrinningsområdet består mestadels av skog (85 procent). Avrinningsområdet har 0,04 kvadratkilometer vattenytor vilket ger det en sjöprocent på 0,1 procent.